# Cerchysiella nigra
Cerchysiella nigra är en stekelart som beskrevs av Girault 1915. Cerchysiella nigra ingår i släktet Cerchysiella och familjen sköldlussteklar. Inga underarter finns listade i Catalogue of Life.